# Škoda 24Tr Irisbus
Škoda 24Tr Irisbus — Низкопольный троллейбус, выпускающийся предприятием «Шкода-остров» на базе кузова Irisbus CityBus (впоследствии, на базе Irisbus Citelis). Может оснащаться дизель-генераторной установкой.

## Общая конструкция
После предыдущих малоудачных попыток создать троллейбус на базе автобусных кузовов (SM 11/Škoda Т-11, «Sanos-Skoda», B831 / Skoda 17Tr) чешские производители решили это сделать снова и при создании очередной модели троллейбуса «Škoda Tr24», заключили соглашение с Irisbus, используя кузов автобуса Irisbus Citybus 12М, а затем и его обновленные версии.
Троллейбус Skoda 24Tr Irisbus — двухосный, однокузовной, трехдверный, практически полностью низкопольный. Оснащен пневмоподвеской с системой «книлинга», позволяющей машине «приседать» до уровня тротуара.
Оборудован устройствами автоматического снятия и постановки токоприемников на провода контактной сети.
Тяговое электрическое оборудование «Škoda Electric», основанное на базе IGBT-транзисторов, размещено в специальных контейнерах на крыше. Асинхронный тяговый двигатель размещен в заднем свесе, слева.
По желанию заказчика, эта модель троллейбуса может быть оборудована дизель-генераторной установкой IVECO-Kircsh APU 100 DIMPE, допускающая некоторую «гибкость» при движении по маршруту, например, при необходимости движения по участкам, не оборудованным контактной сетью, аварийных ситуациях на дорогах и с контактной сетью, перебоях с электроэнергией и т. п. Тем не менее, длительное движение на маршруте в автономном режиме, как это практикуют некоторые города, экономически не обосновано.
Первый троллейбус был построен на основе Citybus, но в связи с некоторыми отказами и поломками агрегатов, а также заменой автобусов на более современные Citelis, выпуск троллейбуса продолжился в обновленном варианте кузова.
Аналогичная, но уже шарнирно-сочлененная, модель Skoda 25Tr Irisbus использует кузов Irisbus Citelis 18М